# Diomédész (Tüdeusz fia)

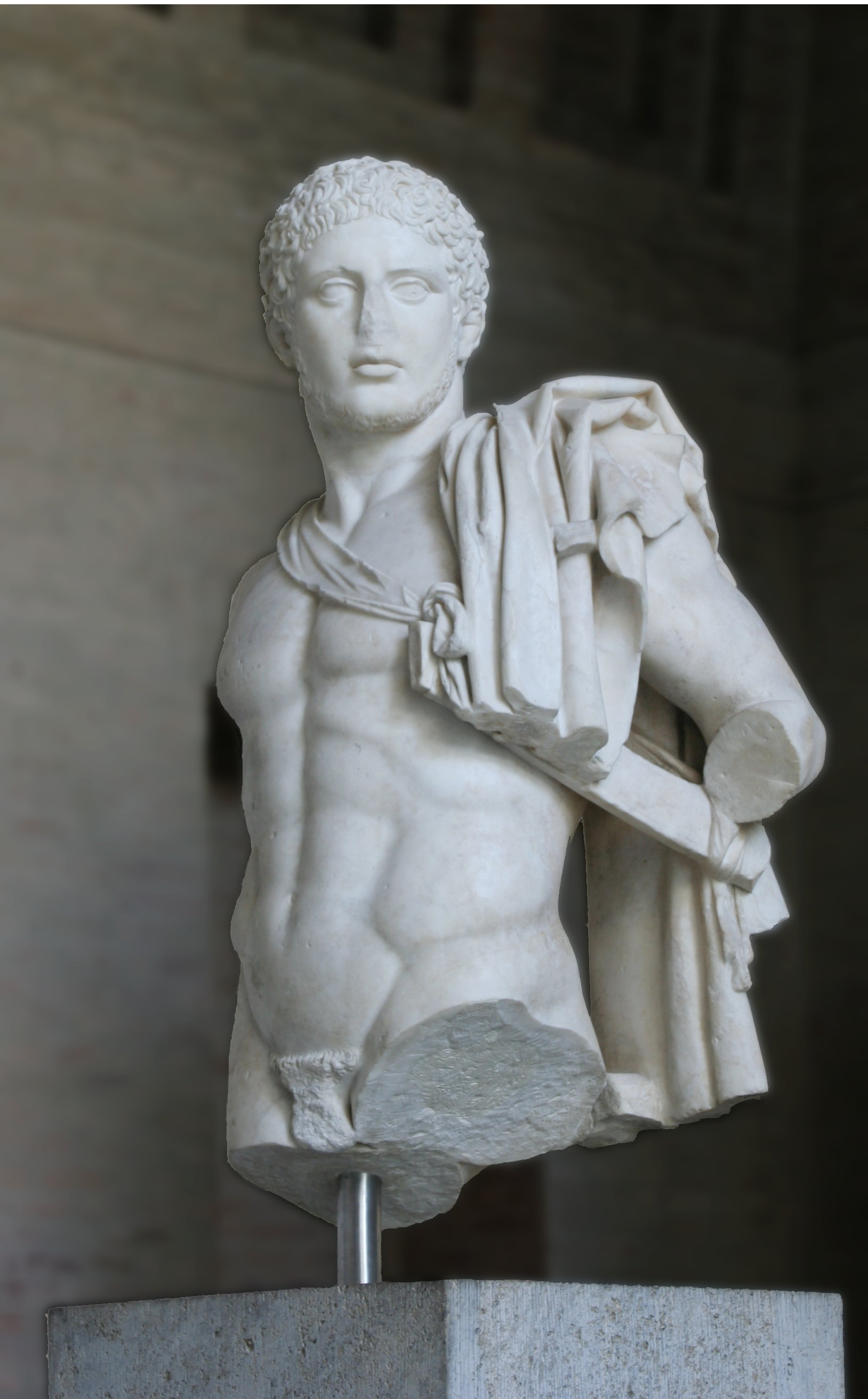
Diomédész márványszobra az i. e. 440 – i. e. 430 közti időből, Krészilasz alkotása

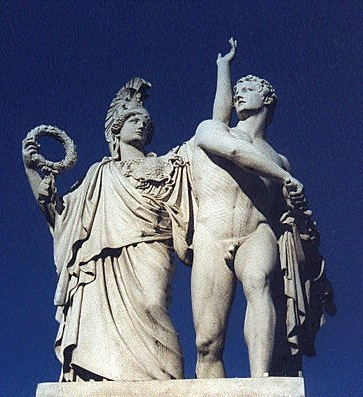
Pallasz Athéné és Diomédész szobra Berlinben

Diomédész (görög betűkkel Διομήδης, „isteni ravaszságú”) görög mitológiai alak, a kalüdóni trónörökös, Tüdeusz és Déipülé fia, később Argosz királya. Élete a trójai háború alapján az i. e. 13. század körülre tehető.

## Epigon
Egyik első kalandja, hogy a Hetek hadjáratában elesett apja miatt részt vett az epigonok hadjáratában. Mivel apja, Tüdeusz halála idején egyes írók szerint  négyéves volt, az epigon-hadjáratban 14, legfeljebb 15 éves lehetett. Már Thébai falai alatt kitűnt vitézségével, ami különösen figyelemre méltó fiatal kora miatt.
Miután Polüneikész fiát Thébai trónjára emelték, Argoszban telepedett le, ahol a három részre szakadt városkirályság trónján Adrasztoszt követte, mivel Adrasztosz fia, Aigialeusz volt az epigonok hadjáratában a vezérek között az egyetlen áldozat – ennek hírére Adrasztosz is belehalt a bánatba –, Diomédésznek Aigialeusz az anyai nagybátyja, míg Adrasztosz az anyai nagyapja volt. (Lásd Kalüdón királyai.)
Később egyike volt a spártai Tündareósz leánya, Helené kérőinek. Miután Helené kezét Menelaosz spártai király nyerte el, feleségül vette Aigialeusz leányát, Aigialeiát, aki feltehetően kissé idősebb volt nála. Legalább öt évig uralkodott Argoszban megbecsülésnek örvendve, mint aki jólétet és biztonságot adott a városnak. Diomédész a harcosok tanácsaiban is tiszteletre méltóan viselkedett, tanácsait mindig megfogadták.

## Trójai háború
Trója alá ő vezette a legerősebb hajóhadat. Legendás volt bátorsága, mindig a legelső sorokban harcolt, s számos dicső tettet vitt végbe. Aineiaszt és Hektórt is kihívta párviadalra, s csaknem legyőzte; mindkettőjüknek csak isteni segítséggel sikerült megmenekülnie. Nem rettent vissza az istenektől sem, megfutamította Aphroditét is, sőt a hadak istenét, Arészt is. Egyedül Glaukosszal, Hippolokhosz lükiai király fiával nem vívott. Amikor kiderült, hogy a két küzdő nagyapja (Oineusz és Bellerophontész) vendégbarátságot kötöttek korábban, félbeszakadt a küzdelmük.
Odüsszeusszal együtt belopózott a trójai várba, s ellopta a várost védő szent ereklyét, a Palladiónt. Nagy szerepe volt abban, hogy a thrák lovasság nem avatkozhatott be a küzdelembe, mivel Odüsszeusz társaságában megölték Rhészosz királyt. Megsebesült, amikor Hektór felgyújtotta a görög hajókat. A Patroklosz halála után rendezett versenyen megnyerte a kocsiversenyt (tethrippon, igaz Pallasz Athéné hathatós segítségével, aki eltörte Eumélosz kocsirúdját), majd az Akhilleusz halála emlékére rendezett játékokon a fegyveres versenyfutást (hoplitodromosz). Több alkalommal is szidta a görög vezéreket egymás közti állandó viszálykodásaik miatt, de mindvégig bízott a győzelemben, s a trójai falóba rejtőzve az elsők közt tört be a városba.
Diomédész csak Akhilleuszhoz hasonlítható a görögök közül. Megoszlanak a vélemények, hogy a legnagyobb görög harcos Akhilleusz vagy Diomédész volt-e. Mindig a nagy hősök oldalán küzd, legtöbbször Idomeneusz és Odüsszeusz tűnnek az oldalán. Fegyverzetének egy részét éppúgy Héphaisztosz készítette, mint Akhilleuszét. Vadkandíszítésű kerek pajzsot, szintén vadkanos arany mellvértet és apja kardját viselte. Gerelyét épp olyan jól hajította, mint Akhilleusz.

## Trója után
Nesztór és Menelaosz kíséretében indult haza, míg a többiek maradtak még kicsit Trója alatt, hogy áldozatot mutassanak be Athénének. Szerencsésen hazaért Nesztórral együtt, míg Menelaosz viharba került és Egyiptomban kötött ki.
Felesége Aigialeia volt, aki a hosszú háború során végül új kedvesre tett szert Kométész személyében. Diomédész a harcok után épségben hazaért, de megtudva, hogy felesége hűtlen lett hozzá, apjához költözött. A mítosz egy variánsa szerint felesége s annak szeretője űzték el, illetve hasonló sorsot szántak neki, mint amilyen Agamemnóné volt, akit Klütaimnésztra gyilkolt meg a trójai háborúból hazatérte után. A görög sorsszemlélet eklatáns példája ez, hiszen mindkét mítoszvariáció Diomédész korábbi tetteire vezeti vissza Aigialeia hűtlenségét. Az egyik szerint Aphrodité biztatta a hűtlenségre, mivel Diomédész megsebezte őt Trója alatt. A másik viszont úgy tudja, hogy Naupliosz segédkezett ebben, mivel Diomédész megölte fiát, Palamédészt. A mítoszelemek keveredésére mutat, hogy Naupliosz e tevékenységét Agamemnónnal kapcsolatban is emlegették, mivel egyes változatokban Palamédészt nem Diomédész és Odüsszeusz gyilkolták meg, hanem halálra ítélték és megkövezték Agamemnón parancsára. Egy 12. századi Trója-regény szerint viszont Diomédész is hűtlen volt, mivel amikor Briszéisz a görög táborba került, az ő kedvese lett. Bár lehet, hogy Khrüszéisszel keveredik a történet. Giovanni Boccaccio és William Shakespeare is Cryseide/Cressida névvel dolgozta fel az eseményt.
Argoszból megszökve Alkamiónnal együtt megsegítette nagyapját, Oineusz kalüdóni királyt annak bitorló fivére, Agriosz és fiai ellen. Az öreg Oineusz már lemondott a trónról, de Diomédész sem akarta elfoglalni, így nagynénje (vagy nagyanyja), Gorgé férjének, Andraimón amphisszai királynak adta át a trónt. Agriosznak csak két fia élte túl az eseményt, ők azonban bosszúból meggyilkolták Oineuszt, akit Diomédész temetett el a későbbi Oinoé város helyén Argosz közelében. (Egyes szerzők szerint ez még a trójai háború előtt volt.)
Végül Itáliában telepedett le, Danaosz király országában, akit egy hadjáratában támogatott, s aki ezért leányát, Euippét, valamint az országa feletti hatalmat ígérte neki. A monda egy késői változata szerint Danaosz végül az ígért jutalmat megtagadta, s az emiatt kitört harcban megölte Diomédészt.
Diomédész hősi tettei elsősorban Homérosz Iliasz-ában olvashatóak, a mű ötödik énekének ő a központi alakja. Vergilius Aeneis című műve Diomédész öregkoráról tudósít; a római író mint a béke bölcs szószólóját láttatja, aki nem hajlandó segíteni a latinokat egykori ellenfele, Aineiasz ellenében.